# Vereinbarung über die Standesregeln zur Sorgfaltspflicht der Banken
Die Vereinbarung über die Standesregeln zur Sorgfaltspflicht der Banken (VSB 20) ist ein Verhaltenskodex der Kreditinstitute der Schweiz und behandelt Themen zum sorgfältigen Umgang mit anvertrauten Geldern.

## Ziele
Die Vereinbarung über die Standesregeln zur Sorgfaltspflicht der Banken (VSB) hat als Ziele, das Ansehen der Schweizer Banken im In- und Ausland zu wahren; die geltenden bankenrechtlichen Sorgfaltspflichten zu konkretisieren und einen Beitrag zur Bekämpfung der Geldwäscherei zu leisten.

## Geltungsbereich
Den Standesregeln unterstehen sämtliche Banken und Effektenhändler mit sämtlichen in der Schweiz domizilierten Geschäftsstellen, nicht aber ihre ausländischen Zweigniederlassungen, Vertretungen und Tochtergesellschaften (Art. 1 VSB).

## Rechtsnatur
Die Schweiz verfügt über eine strenge Regulierung, um Geldwäscherei und Terrorismusfinanzierung zu bekämpfen. Die Vereinbarung über die Standesregeln zur Sorgfaltspflicht der Banken ist als Selbstregulierung der Schweizerischen Bankiervereinigung (SBVg) erlassen worden (aktuell VSB16; am 1. Januar 2020 tritt die VSB20 in Kraft).
Die Standesregeln der VSB sollen bestimmte geregelte Sorgfaltspflichten des Bundesgesetz über die Bekämpfung der Geldwäscherei und der Terrorismusfinanzierung (Art. 3–5 GwG) sowie den Begriff der «nach den Umständen gebotenen Sorgfalt» bei der Entgegennahme von Vermögenswerten gemäss Art. 305ter StGB konkretisieren (Art. 2 VSB).

## Aufbau der VSB
Die VSB legt seit 1977 die Pflichten der Banken bei der Identifikation des Vertragspartners sowie der Feststellung des Kontrollinhabers bzw. des wirtschaftlich Berechtigten fest. Sie verbietet weiterhin die aktive Beihilfe zur Kapitalflucht oder Steuerhinterziehung.
1. Einleitung (Art. 1–3 VSB)
2. Identifizierung des Vertragspartners (Art. 4–19 VSB)
3. Feststellung des wirtschaftlichen Berechtigten an operativ tätigen juristischen Personen und Personengesellschaften (Art. 20–26 VSB)
4. Feststellung des wirtschaftlich Berechtigten an den Vermögenswerten (Art. 27–42 VSB)
5. Delegation und Überwachungsvorschriften (Art. 43–46 VSB)
6. Verbot der aktiven Beihilfe zur Kapitalflucht (Art. 47–52 VSB)
7. Verbot der aktiven Beihilfe zu Steuerhinterziehung und ähnliche Handlungen (Art. 53–57 VSB)
8. Prüf- und Verfahrensbestimmungen (Art. 58–68 VSB)
9. Schlussbestimmungen (Art. 69–70 VSB)

## Verstösse gegen die Standesregeln (Art. 58–67 VSB)
Art. 58–67 VSB sind anwendbar durch die Unterzeichnung der Standesregeln (Art. 58 VSB).
Die bankengesetzlichen Revisionsstellen sind beauftragt, die Einhaltung der Vereinbarung durch die Banken zu überprüfen. Spezielle Untersuchungsbeauftragte und eine Aufsichtskommission VSB beurteilen Verstösse. Im Falle einer Verletzung der Standesregeln kann der fehlbaren Bank eine Konventionalstrafe von bis zu CHF 10 Mio. auferlegt werden, welche anschliessend durch die SBVg einem gemeinnützigen Zweck zugeführt wird.

## Zentrale Neuerungen der VSB20
- Kassageschäfte: Der Schwellenwert für die Identifizierung des Vertragspartners wird von CHF 25‘000 auf CHF 15‘000 gesenkt
- Kontoeröffnung ohne vollständige Dokumentation: Die Regelung, wonach ein Konto eröffnet werden kann, ohne dass alle Angaben oder Dokumente zu Vertragspartner, Kontrollinhaber und wirtschaftlich Berechtigten vorliegen, wurde verschärft. Nach 30 Tagen muss das Konto für alle Zu- und Abgänge gesperrt werden und die Geschäftsbeziehung ist in jedem Fall aufzulösen, wenn die fehlenden Angaben oder Dokumente nicht beigebracht werden können
- Video- und Online-Identifizierung: Das FINMA-Rundschreiben betreffend Video- und Online-Identifizierung wurde formell in die VSB aufgenommen
- Abgekürztes Verfahren vor Aufsichtskommission: Die Bestimmungen zum abgekürzten Verfahren wurden aktualisiert[1]